# Salvador Carmona
José Salvador Carmona Álvarez (Mexikóváros, 1975. augusztus 22. – ) mexikói válogatott labdarúgó.

## Pályafutása

### Klubcsapatban
Mexikóvárosban született. 1993 és 2000 között a Deportivo Toluca játékosa volt, melynek színeiben négy mexikói bajnoki címet szerzett és egy CONCACAF-bajnokok kupáját nyert. A 2000–01-es szezonban az Atlante csapatában játszott, majd visszatért a Tolucához. 2004-ben a CD Guadalajara, 2005 és 2007 között a Cruz Azul játékosa volt.

### A válogatottban
1996 és 2005 között 84 alkalommal szerepelt az mexikói válogatottban. Részt vett az 1998-as és a 2002-es világbajnokságon, az 1997-es és a 2005-ös konföderációs kupán, a 2000-es CONCACAF-aranykupán, az 1999-es és a 2004-es Copa Américán, valamint tagja volt az 1998-as és a 2003-as CONCACAF-aranykupán, illetve az 1999-es konföderációs kupán aranyérmet szerző csapatnak is. 

## Sikerei, díjai
Toluca
- Mexikói bajnok (4): Verano 1998, Verano 1999, Verano 2000, Apertura 2002
- CONCACAF-bajnokok ligája (1): 2003
- Mexikói szuperkupagyőztes (1): 2003

Mexikó
- Konföderációs kupa győztes (1): 1999
- CONCACAF-aranykupa győztes (2): 1998, 2003
- Copa América bronzérmes (1): 1999